# Pro multis

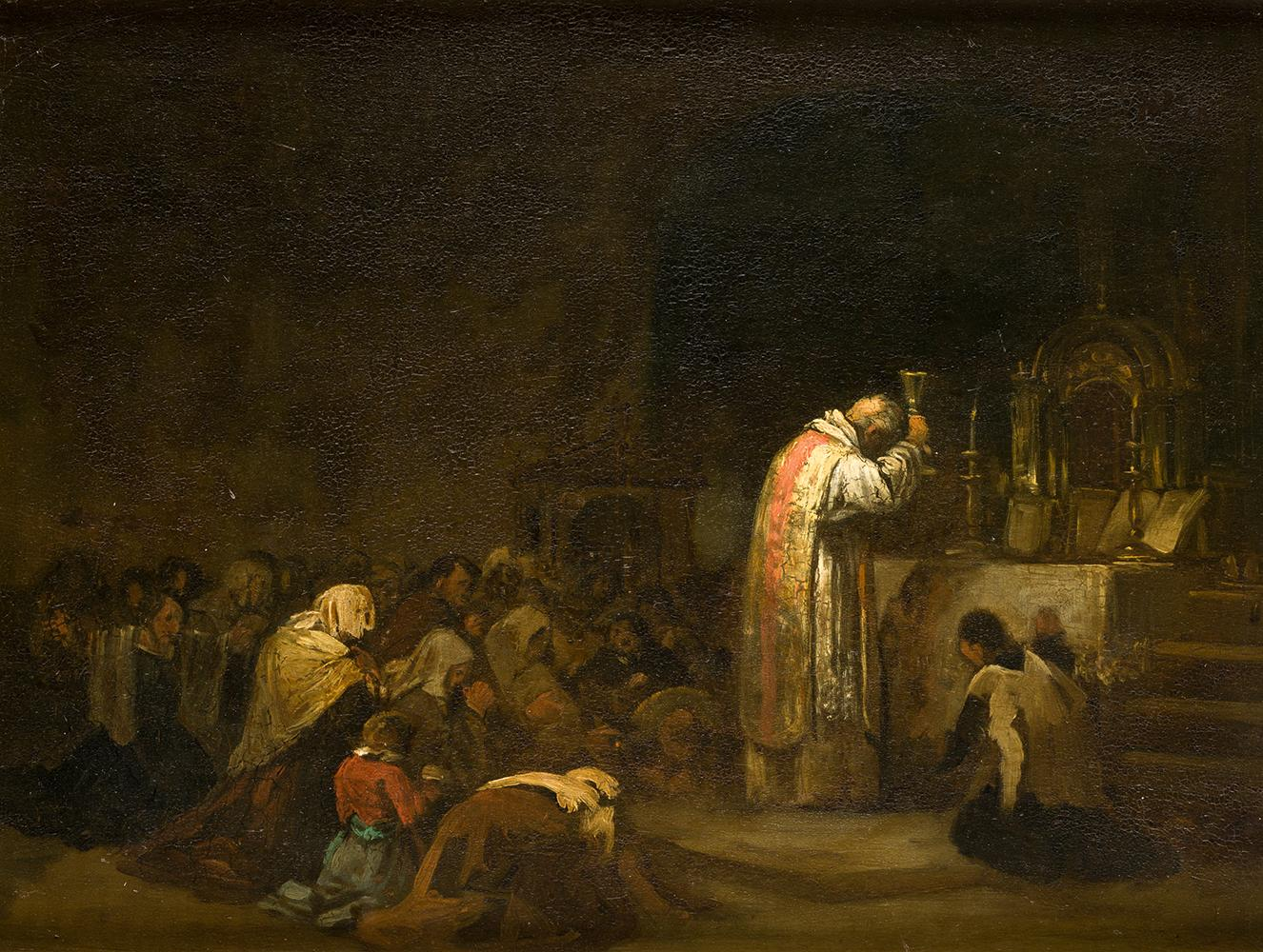
"A Elevação" de Velázquez mostra um padre católico a realizar a consagração do vinho.

Pro multis é uma expressão latina que significa “por muitos” ou “pelos muitos”. Por não possuir o artigo definido, o latim não distingue entre esses dois significados.
A expressão faz parte da frase mais longa "qui pro vobis et pro multis effundetur in remissionem peccatorum" usada, com referência ao sangue de Cristo, na consagração do vinho na Missa do Rito Romano.
Na atual tradução portuguesa do Ordinário da Missa esta frase mais longa aparece como: "que será derramado por vós e por todos para remissão dos pecados.".
A frase “derramado por vós” vem apenas de Lucas 22:20. "Derramado por muitos" vem de Mateus 26:28 e Marcos 14:24. “Para remissão dos pecados” é apenas de Mateus 26:28. 1 Coríntios 11:25, o relato mais antigo das palavras de Jesus sobre o cálice na sua Última Ceia, não menciona nenhuma dessas frases em relação à consagração do vinho.
A variedade destes relatos indica que os escritores não pretendiam fornecer as palavras exatas que Jesus usou, provavelmente em aramaico. As únicas palavras consideradas essenciais para a consagração do vinho na Missa são "Este é o meu sangue", embora a forma do sacramento, que varia de acordo com o rito litúrgico (Rito Romano, Rito Bizantino, etc.) contenha outras palavras também.
O biblista Albert Vanhoye afirmou que o hebraico רבים (rabbim), traduzido em grego como πολλῶν (pollon) "significa 'um grande número', sem qualquer especificação se isso se refere a uma totalidade".

## Tradução "por todos"
Várias traduções vernáculas iniciais do Missal Romano empregaram "por todos" em vez de "por muitos" para representar a frase pro multis na Oração Eucarística. Assim, o italiano tinha “per tutti”, o espanhol “por todos los hombres”, o português “por todos os homens”, o alemão “für alle”. No entanto, línguas como o polonês traduziam literalmente, enquanto o holandês tinha "voor de velen" (por muitos) e o francês "pour la multitude" (pela multidão).
A palavra "muitos" (latim multi, grego πολλοί) se opõe a "poucos" (latim pauci, grego ὀλίγοι), não a "todos" (latim omnes, grego πάντες). Num grupo grande, todos os membros são muitos; num pequeno grupo, todos são poucos. As pessoas podem ser muitas, quer formem a totalidade de um grupo ou apenas parte de um grupo. Um artigo do Padre Max Zerwick, S.J. dá exemplos de textos em que a totalidade de um grupo é referida como “muitos”.
Em 2006, a Santa Sé deu instruções para que nas traduções vernáculas da edição revista do Missal Romano publicada em 2002, pro multis fosse traduzido literalmente, como "por muitos". Numa circular de 17 de outubro daquele ano, a Congregação para o Culto Divino e a Disciplina dos Sacramentos destacou que “por todos” não é uma tradução literal de “pro multis”, nem das palavras “περὶ πολλῶν” em Mateus 26:28 ou "ὑπὲρ πολλῶν" em Marcos 14:24. “Por todos”, dizia, não é tanto uma tradução, mas “uma explicação do tipo que pertence propriamente à catequese”. Assim, orientou as conferências episcopais a fazerem um esforço, em conformidade com a Instrução Liturgiam authenticam, para traduzir as palavras pro multis “com maior fidelidade”.
A tradução oficial para o inglês da edição de 2002 do Missal Romano foi publicada, mas o trabalho continua para vários outros idiomas. A nova versão em espanhol já foi aprovada, com "por muchos" (por muitos) substituindo o anterior "por todos los hombres" (por todos os homens), e já no Pentecostes de 2009 a mudança foi efetuada na Hungria de "mindenkiért" (por todos) para "sokakért" (por muitos); mas a relutância de alguns setores em abandonar o uso de "por todos" para representar pro multis causou atraso em relação ao alemão e ao italiano.
Tendo em conta a resistência de algumas conferências episcopais de língua alemã, o Papa Bento XVI escreveu uma carta pessoal em 14 de abril de 2012 à conferência alemã, que aceitou a mudança. Nele ele enfatizou a importância de usar a tradução literal.
A Conferência dos Bispos Italianos também votou contra a tradução literal de pro multis como “per molti” (por muitos) e a favor de manter “per tutti” (por todos). Em 2012, o biblista Francesco Pieri propôs usar a frase "per una moltitudine" (por uma multidão) como forma de ser fiel ao original latino.

### Tradução para o inglês de 1973
Na sua tradução inicial do Ordinário da Missa, a Comissão Internacional do Inglês na Liturgia traduziu a frase "qui pro vobis et pro multis effundetur in remissionem peccatorum" como "que será derramado por você e por todos os homens, para que os pecados possam ser perdoados". (A palavra "homens" foi posteriormente omitida devido a reclamações de que poderia ser entendida como referindo-se apenas ao sexo masculino.) Esta versão foi aprovada pelas Conferências Episcopais dos países de língua inglesa em 1973 e confirmada pela Santa Sé. Agora foi substituída por uma tradução mais precisa.
A tradução de 1973 foi confessamente uma tradução não literal, e foram levantadas objeções contra ela não só por esta razão, mas também com base no facto de poder ser interpretada como significando que todos estão de facto salvos, independentemente da sua relação com Cristo e a sua Igreja. Alguns até alegaram que o uso da tradução “por todos” tornava a consagração inválida.
Conforme mencionado na introdução, o biblista Albert Vanhoye afirmou que "pollon" não exclui o significado de "todos" e, consequentemente, a palavra inglesa "muitos" não é uma tradução precisa, pois exclui "todos".
Em defesa da tradução de 1973, foi dito que a tradução literal, “for many” (por muitos), poderia hoje ser entendida como significando “not for all" (não por todos), contradizendo a declaração em 2 Coríntios 5:14–15 de que Cristo morreu por todos, embora nem todos escolham aproveitar a redenção conquistada pelo derramamento do sangue de Cristo.

## Tradução "por muitos"
Os bispos holandeses optaram por traduzir pro multis como “voor de velen” (por muitos). A Conferência Episcopal Alemã também decidiu inicialmente traduzir pro multis como "für die Vielen" (por muitos), o que deveria ser explicado na catequese como significando "por todos"; no entanto, sob a influência de um movimento que começou na Itália e se espalhou por outros países, eles decidiram então, em 1968, adotar "für alle" (por todos). A conferência francesa usou "pour la multitude" (pela multidão), mas a Conferência Episcopal Italiana rejeitou esta expressão para uso na Missa em italiano.
"For many" (por muitos), em vez de "for all" (por todos) ou "for the many" (pelos muitos), é agora a tradução oficial em inglês. A Santa Sé insiste no mesmo para a tradução alemã, com o Papa Bento XVI apontando que “nem Mateus nem Marcos usam o artigo definido, portanto não é 'for the many' [pelos muitos], mas 'for many' [para muitos]”.
Na verdade, a frase litúrgica latina pro multis é extraída de Mateus 26:28, que no original grego diz περὶ πολλῶν (peri pollon), a forma usada na liturgia grega bizantina, e de Marcos 14:24, que no original grego diz ὑπὲρ πολλῶν (hiper pollon). Ao contrário do latim, o grego tem o artigo definido, que não aparece em nenhuma das passagens. “For many” (por muitos), e não “for the many” (pelos muitos), é também como todas as traduções da Bíblia para o inglês traduzem essas frases. Na opinião de Manfred Hauke, usar na liturgia "for the many" (pelos muitos) seria "um compromisso mesquinho".
O hebraico רבים (rabbim), traduzido em grego como πολλῶν (pollon), "significa 'um grande número' sem qualquer especificação se isso se refere a uma totalidade". Isso também ocorre sem o artigo: רבים (rabbim), não הרבים (harabbim).

## Por quem foi derramado o sangue de Cristo?
Na Constituição Apostólica Cum occasione de 31 de maio de 1653, o Papa Inocêncio X declarou que é ensinamento católico ortodoxo dizer que Cristo derramou o seu sangue por todos os seres humanos, sem exceção. Na verdade, a bênção tradicional de uma Patena encontrada no Pontificale Romanum inclui a frase: "Jesus Cristo, Teu Filho, que para a nossa salvação, e de todos, (pro nostra omniumque salute) escolheu imolar-se a Ti, Deus Pai, no patíbulo da cruz."
É também ensinamento católico ortodoxo que nem todos aproveitarão necessariamente a redenção obtida pelo derramamento do sangue de Cristo. Embora o sofrimento redentor de Cristo torne a salvação acessível a todos, não se segue que todos os homens sejam realmente salvos. Isto parece nunca ter sido definido com autoridade, uma vez que permaneceu incontroverso.
O Catecismo Romano, também conhecido como Catecismo do Concílio de Trento, afirma: “Se olharmos para o seu valor, devemos confessar que o Redentor derramou o seu sangue pela salvação de todos; mas se olharmos para o fruto que a humanidade tem recebido dele, descobriremos facilmente que não pertence a todos, mas a muitos da raça humana."
Seria herético interpretar “por muitos” nas palavras da consagração do vinho como uma indicação de que havia alguns para quem o derramamento do sangue de Cristo era por si só incapaz de redimir (seu valor). Assim, o Catecismo Romano interpretou “por muitos” no contexto da forma de consagração como referindo-se ao efeito realmente aceito pelos indivíduos (seus frutos). Declara: "Quando, portanto, (nosso Senhor) disse: 'Para vós', ele se referia aos que estavam presentes, ou aos escolhidos dentre o povo judeu, tais como eram, com exceção de Judas, os discípulos com quem ele estava a falar. Quando ele acrescentou: 'E por muitos', ele desejava ser entendido como o restante dos eleitos dentre os judeus ou gentios.
Nisto o Catecismo Romano diferia um pouco da Summa Theologica de São Tomás de Aquino. Esta interpreta "por vós" como uma referência aos eleitos entre os judeus, que testemunharam o sangue derramado nos sacrifícios do Antigo Testamento, ou ao sacerdote e aos fiéis participando da missa; e foi necessário que “por muitos” se referisse aos eleitos entre os gentios ou àqueles para quem a missa é oferecida.
O Catecismo prosseguiu afirmando a respeito das palavras usadas no Cânon Romano: “Com razão, portanto, não foram usadas as palavras ‘por todos’, pois neste lugar só se fala dos frutos da Paixão, e para os eleitos a Sua Paixão trouxe o fruto da salvação. E este é o significado do Apóstolo quando diz: 'Cristo foi oferecido uma vez para extinguir os pecados de muitos'; por eles; não rogo pelo mundo, mas por aqueles que me deste, porque são teus”.
Seria também herético interpretar “por todos” nas palavras da consagração do vinho como uma indicação de que, sem qualquer exceção, todos devem, de fato, receber o benefício obtido pelo derramamento do sangue de Cristo. Assim, a Santa Sé interpretou “for all” (por todos) na tradução inglesa de 1973 da forma de consagração como uma referência ao valor do derramamento do sangue de Cristo e à sua intenção. Em 25 de janeiro de 1974, a Congregação para a Doutrina da Fé declarou que não havia qualquer dúvida quanto à validade das Missas celebradas usando “por todos” como tradução de “pro multis”, pois “por todos” corresponde a uma interpretação correta da intenção de Cristo expressa nas palavras da consagração, e visto que é um dogma da fé católica que Cristo morreu na cruz por todos (cf. João 11:52, 2 Coríntios 5:14-15, Tito 2:11, 1 João 2:2).